# Drogový kartel
Drogový kartel je označení pro zločineckou organizaci, která se zabývá (ilegálním) obchodem s drogami. Některé kartely jsou jednotné, centralizované, fungující jako jedna organizace s vlastními specifickými charakteristikami. Jiné drogové kartely jsou shlukem více spolupracujících skupin, které se spolčily, aby sdílely zdroje a využily možností jiné více specializované skupiny. Nejde o kartely v pravém slova smyslu.
Země sužované problémy s drogovými kartely se někdy označují jako tzv. narkostáty. Pod tímto označením se uvádějí země jako Mexiko, Kolumbie, Afghánistán, Myanmar (Barma), Guinea-Bissau, v Evropě pak Albánie nebo Nizozemsko. Velmi specifickým narkostátem je pak Severní Korea, kde je součástí obchodu s drogami přímo samotná vláda.
Afghánistán v roce 2016 zůstává největším původcem heroinu s podílem 90% světové produkce.

## Organizace

### Kolumbijské drogové kartely
Od poloviny 70. let do poloviny 90. let byl nejvýznamnějším kartelem Medellínský kartel z města Medellín, který založil Pablo Escobar. Medellínský kartel v době své největší slávy – přibližně okolo roku 1990 – ovládal téměř celou trasu s kokainem z Peru a Bolívie do Kolumbie, odkud zboží putovalo dále do světa a Spojených států. Jeho velkou konkurencí byl tzv. Calijský kartel, podle města Cali, jehož lídři byli zatčeni v roce 1995. Po Escobarově smrti v roce 1993 se do popředí kokainového obchodu dostal Diego Murillo Bejarano (znám jako „Don Berna“), jehož policie zatkla a vydala do USA roku 2008.
Kolumbijské kartely se po Escobarově smrti staly více fragmentovanými organizacemi, které více než okázalost a přehnané násilí upřednostňují anonymitu.
Při převozu kokainu do USA spolupracují s mexickými kartely nebo využívají transport přes Tichý oceán. Escobarův Medellínský kartel v minulosti využíval dopravu přes Karibik, kterou už ale americké úřady podchytily.

### Mexické drogové kartely
Zakladatelem prvního mexického kartelu tzv. Guadalajarského, se stal v roce 1980 Miguel Ángel Félix Gallardo, který byl často přezdíván jako El Padrino nebo zakladatel. Gallardo byl původním povoláním agent Justiční Federální Policie, poté začal obchodovat s marihuanou a po dohodě s Kolumbijci nakonec s kokainem. Félix byl zatčen 8. dubna 1989.
V 90. letech se mezi přední kartely v Mexiku řadily Golfský kartel, kartel Juaréz, Sonora nebo kartel Tijuana. Tato čtveřice kontrolovala drtivou většinu výroby, dopravy a distribuce heroinu, kokainu a marihuany v Mexiku a v západní části USA. Trhu s pervitinem (metamfetamin) v té době dominovala organizace Amezqua.
V roce 2019 se mezi mocné zločinné drogové řadí kartel Sinaloa (severozápadní Mexiko), kartel Jalisco (západní Mexiko a region Tierra Caliente), Los Zetas (severovýchodní Mexiko) a stále činný Golfský kartel (také severovýchodní Mexiko).
Při převozu kokainu do USA spolupracují s kolumbijskými kartely.

### Barmské drogové kartely
Myanmar (neboli Barma) patří v roce 2019 mezi největší producenty metamfetaminu (pervitinu) na světě. Podle OSN dosahuje barmská produkce metamfetaminu a dalších syntetických drog hodnoty několika desítek miliard amerických dolarů ročně. Tato produkce se soustřeďuje zejména v oblasti Šanského státu na východě země. Odtud zboží míří přes přísně střežené hranice Thajska do různých koutů světa včetně Austrálie, Japonska a Jižní Koreje. Pašeráci při přepravě přes thajskou hranici využívají i moderních technologií jako jsou např. drony. Metamfetaminová produkce v Myanmaru se navýšila také v důsledku kampaně ČLR proti výrobcům metamfetaminu v jižní Číně v letech 2013 a 2014.
Na severu země se drogové gangy zaměřily na produkci ketaminu, léčiva, případně rekreační drogy, která má oproti metamfetaminu jiné požadavky na výrobu.

### Čínské syndikáty
Čínské zločinecké organizace nazývané triády jsou také zapojeny do drogového byznysu. Kanadská provincie Britská Kolumbie, ve které leží město Vancouver, čelí v době let 2017–2019 pašování čínských narkotik (např. fentanyl) z provincie Kuang-tung. Při praní špinavých peněz využívají zdejších kasin a trhu s nemovitostmi.
Čínské triády obchodují také s latinskoamerickými kartely v oblasti pašování, včetně pašování narkotik, a obchodu s lidmi.

### Italská mafie
Italská mafie měla s obchodem s drogami zkušenosti již ve 40. letech 20. století, avšak skutečný nárůst významu této činnosti nastal až na přelomu 70. a 80. let, kdy se stala klíčovým zdrojem příjmů – především pro sicilskou Cosa Nostru.[1]
Mafie se tehdy začaly intenzivně zaměřovat na dovoz morfinu, jeho zpracování na heroin v tajných laboratořích na Sicílii a následný vývoz heroinu, zejména do Spojených států amerických a dalších západních zemí. Tento obchod představoval jeden z nejziskovějších segmentů jejich kriminální činnosti a výrazně přispěl k expanzi a posílení moci italských mafií v mezinárodním kontextu.

### Albánské drogové gangy
Albánské gangy jako např. Hellbanianz si získaly výsostné postavení v oblasti drogového obchodu ve Spojeném království. Zaměřují se na kokain a jejich reputace spolehlivých partnerů jim pomohla navázat vztahy s italskými mafiemi jako je 'Ndrangheta, obchodují ale též přímo s drogovými kartely v Kolumbii. Albánské gangy získaly kontrolu nad trhem v Londýně, naopak přístavní město Liverpool drží jejich konkurence.